# Carne de perro
Carne de perro è un film del 2012 diretto da Fernando Guzzoni.